# I Don't Wanna Go on with You like That
I Don't Wanna Go on with You like That è un brano composto ed interpretato dall'artista britannico Elton John; il testo è di Bernie Taupin.

## Il brano
Proveniente dall'album del 1988 Reg Strikes Back, si caratterizza come una canzone di chiaro stampo pop rock, dall'andatura veloce, trascinante e ritmata. Elton suona delle tastiere (una tastiera Roland è in effetti evidente nel videoclip della canzone), mentre sono presenti Charlie Morgan alla batteria e David Paton al basso. Fred Mandel è messo in evidenza ai sintetizzatori; Davey Johnstone suona la chitarra, e si cimenta anche ai cori insieme a Dee Murray e a Nigel Olsson. Il testo di Bernie (alla lettera Non Voglio Più Andare Avanti Così Con Te) parla della fine di una relazione amorosa.
I Don't Wanna Go On With You Like That, distribuita come singolo, ebbe un grandioso successo: divenne uno dei brani più trasmessi dell'estate, raggiungendo una #30 UK e addirittura una #2 USA (divenne anche l'ottavo singolo di Elton a conseguire una #1 nella classifica adult contemporary). Vennero distribuiti anche dei remix e una versione promo con tracce solo voce e piano, oltre a un 12" su vinile blu (molto raro e ricercato), sempre in versione promo.
La canzone è stata eseguita anche parecchie volte live: una performance particolarmente memorabile è quella contenuta nell'album One Night Only del 2000.

## I singoli
Singolo 7"
1. I Don't Wanna Go on with You like That — 4:32
2. Rope Around a Fool — 3:46

Maxi singolo 12"
1. I Don't Wanna Go on with You like That (remix) — 7:20
2. I Don't Wanna Go on with You like That — 4:32
3. Rope Around a Fool — 3:46

Maxi CD
1. I Don't Wanna Go on with You like That — 4:33
2. Rope Around a Fool — 3:49
3. I Don't Wanna Go on with You like That (extended mix) — 7:20

## Classifiche
| Classifica (1988)                            | Posizione più alta |
| -------------------------------------------- | ------------------ |
| Australia                                    | 24                 |
| Austria                                      | 6                  |
| Canada                                       | 1                  |
| Francia                                      | 19                 |
| Germania                                     | 22                 |
| Irlanda                                      | 25                 |
| Italia                                       | 15                 |
| Svizzera                                     | 10                 |
| Official Singles Chart                       | 30                 |
| U.S. Billboard Hot 100                       | 2                  |
| U.S. Billboard Hot Adult Contemporary Tracks | 1                  |
| U.S. Billboard Hot Dance Club Play           | 7                  |
| U.S. Billboard Hot Mainstream Rock Tracks    | 13                 |

## Formazione
- Elton John: voce, pianoforte, pianoforte elettrico Roland
- Davey Johnstone: chitarra acustica, cori
- David Paton: basso
- Fred Mandel: sintetizzatori
- Charlie Morgan: batteria
- Dee Murray: cori
- Nigel Olsson: cori